# Andrena manifesta
Andrena manifesta är en biart som först beskrevs av Fox 1894.  Andrena manifesta ingår i släktet sandbin, och familjen grävbin. Inga underarter finns listade i Catalogue of Life.